# Paraschistura chrysicristinae
Paraschistura chrysicristinae is een straalvinnige vissensoort uit de familie van de bermpjes (Nemacheilidae). De wetenschappelijke naam van de soort is voor het eerst geldig gepubliceerd in 1998 door Nalbant als Schistura chrysicristinae.
Deze vis, niet gezien sinds 1974, is weer geobserveerd in 2021 in Turkije.